# پرویز روانی
پرویز روانی (زادهٔ ۱۳۳۱ در اردکان) نمایندهٔ حوزهٔ انتخابیهٔ زرتشتیان در دورهٔ پنجم مجلس شورای اسلامی بوده‌است. وی پیش‌تر در دورهٔ چهارم نیز عضو این مجلس بود.